# Shallow
Shallow – singel Lady Gagi oraz Bradleya Coopera promujący ścieżkę dźwiękową do filmu Narodziny gwiazdy. Utwór został wydany 27 września 2018 roku.
Utwór otrzymał pozytywne opinie od krytyków i pojawił się na listach przebojów w większości krajów, zajmując pierwsze miejsce w: Australii, Austrii, Kanadzie, Danii, Stanach Zjednoczonych, Irlandii, Norwegii, Nowej Zelandii, Wielkiej Brytanii, Szwecji i Szwajcarii. Gazeta The New York Times oraz magazyny Billboard i Rolling Stone, wyróżniło „Shallow” jako jedną z najlepszych piosenek 2018 roku. Najbardziej nagradzany utwór w historii muzyki, nagrodzony m.in.: Oscarem, 2 nagrodami Grammy oraz Złotym Globem. 

## Produkcja i charakterystyka
Utwór został napisany przez Lady Gagę, Andrew Wyatta, Anthony'ego Rossomando, Marka Ronsona, a wyprodukowany przez Gagę i Benjamina Ricea. Pierwszy raz część piosenki pojawiła się w zwiastunie filmu Narodziny gwiazdy. Oficjalna premiera piosenki miała miejsce 27 września 2018 roku, zaś radiowa premiera odbyła się 5 października 2018 roku.
Singiel został zdefiniowany jako ballada z elementami: rocka, folk-popu i country. Utwór skomponowano w tonacji G-dur w umiarkowanym tempie 96 uderzeń na minutę. Z racji tematyki filmowej piosenka opowiada o miłości. Dziennik The Guardian zauważa, że „Shallow” przedstawia samorealizację bohaterów z ich aktualnej sytuacji i jest adresowane „dla tych, którym życie nie zawsze było sprawiedliwe i życzliwe”.

## Odbiór

### Reakcja krytyków
Utwór „Shallow” otrzymał szerokie uznanie krytyków. Nicole Engelman z magazynu Billboard określiła piosenkę jako mocną balladę i „oszałamiający duet” charakteryzujący się „uderzającą harmonią” między Gagą i Cooperem. Eve Barlow z Pitchfork pochwaliła występ Gagi, zauważając, że piosenka „może okazać się szczytem Gagi w centrum uwagi, jej osiągnięciem pozycji supergwiazdy list przebojów i ekranu”. Ben Beaumont-Thomas z The Guardian stwierdził, że utwór jest „mocny i naprawdę wyjątkowy”. 
| Magazyn           | Lista                              | Pozycja     | Przypis |
| ----------------- | ---------------------------------- | ----------- | ------- |
| Billboard         | 100 najlepszych piosenek 2018 roku | 7. miejsce  | [ 21 ]  |
| Los Angeles Times | 10 najlepszych piosenek 2018 roku  | 3. miejsce  | [ 22 ]  |
| Pitchfork         | 100 najlepszych piosenek 2018 roku | 41. miejsce | [ 23 ]  |
| Rolling Stone     | 50 najlepszych piosenek 2018 roku  | 2. miejsce  | [ 24 ]  |

### Nagrody

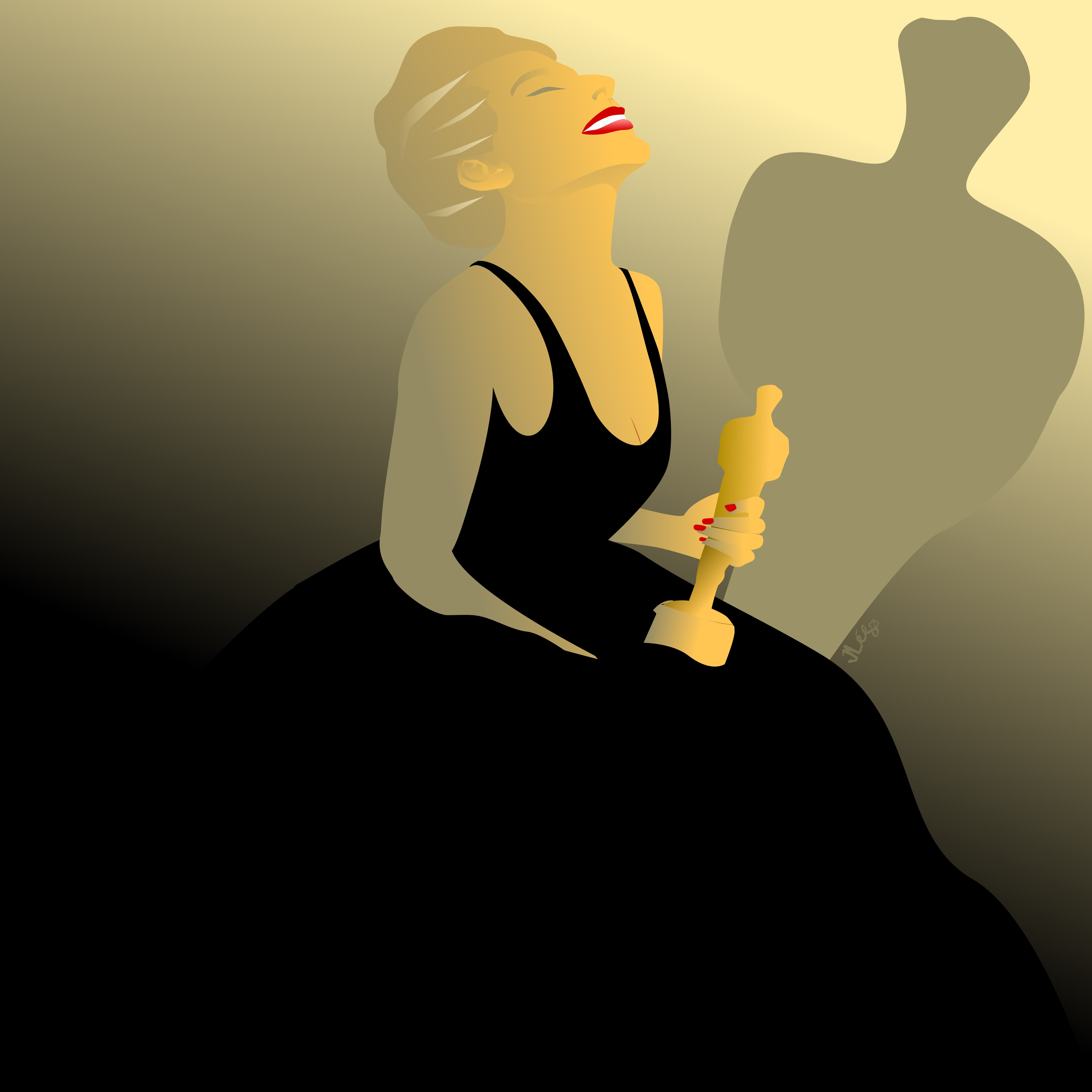
Obraz przedstawiający Lady Gagę z Nagrodą Akademii za utwór „Shallow”

,,Shallow" otrzymało wiele wyróżnień przyznawanych za zasługi dla filmu i muzyki. Podczas 91. ceremonii wręczenia Oscarów utwór otrzymał Nagrodę Akademii Filmowej w kategorii ,,najlepsza piosenka oryginalna". 6 stycznia 2019 roku podczas 76. ceremonii wręczenia Złotych Globów utwór zdobył nagrodę za Najlepszą piosenkę filmową. Singiel był nominowany w czterech kategoriach podczas 61. ceremonii wręczenia nagród Grammy, wygrywając w kategoriach Best Pop Duo/Group Performance oraz Best Song Written for Visual Media oraz przegrywając w kategoriach Nagranie roku i Piosenka roku.
Piosenka otrzymała: Critics’ Choice Movie Award, MTV Movie Award, Nagrodę Satelita, Swiss Music Award, World Soundtrack Award oraz Danish Music Award. Utwór zdobył również nagrody przyznawane przez stowarzyszenia krytyków filmowych m.in.: Stowarzyszenia Krytyków Filmowych w Georgi, Stowarzyszenia Krytyków Filmowych Hollywood oraz Stowarzyszenia Krytyków Filmowych Houston.

## Sukces komercyjny
Po debiucie utwór znalazł się na szczycie listy przebojów Digital Songs, sprzedając się w 58 000 egzemplarzy oraz zajął 28. miejsce listy Billboard Hot 100. Po premierze filmu 5 października 2018 utwór „Shallow” uplasował się na piątym miejscu listy przebojów Hot 100 i utrzymywał się na tej liście łącznie przez 45 tygodni. Po raz drugi znalazł się także na szczycie listy przebojów Digital Songs, sprzedając się w 71 000 egzemplarzy. Kolejny zrost popularności piosenka odnotowała po nominacjach do Oscara, trafiając do pierwszej dwudziestki listy przebojów w USA. Tydzień po rozdaniu Oscarów piosenka wspięła się na szczyt listy przebojów Hot 100, stając się czwartym singlem numer jeden Gagi i pierwszym Coopera, po czym powróciła na szczyt listy przebojów Digital Songs, sprzedając się w 115 000 egzemplarzy. 
Według rocznych raportów IFPI tylko w 2019 piosenka sprzedała się na całym świecie w 10,2 mln egzemplarzy (z wyłączeniem sprzedaży w 2018). To czyni Gagę pierwszą kobietą w historii, która napisała cztery single, z których każdy sprzedał się w co najmniej 10 milionach egzemplarzy na całym świecie (po „Just Dance”, „Poker Face” i „Bad Romance”). Piosenka zajmuje 28. miejsce w zestawieniu najczęściej słuchanych utworów na Spotify (stan na sierpień 2023). 

## Występy na żywo

### Wykonania Lady Gagi

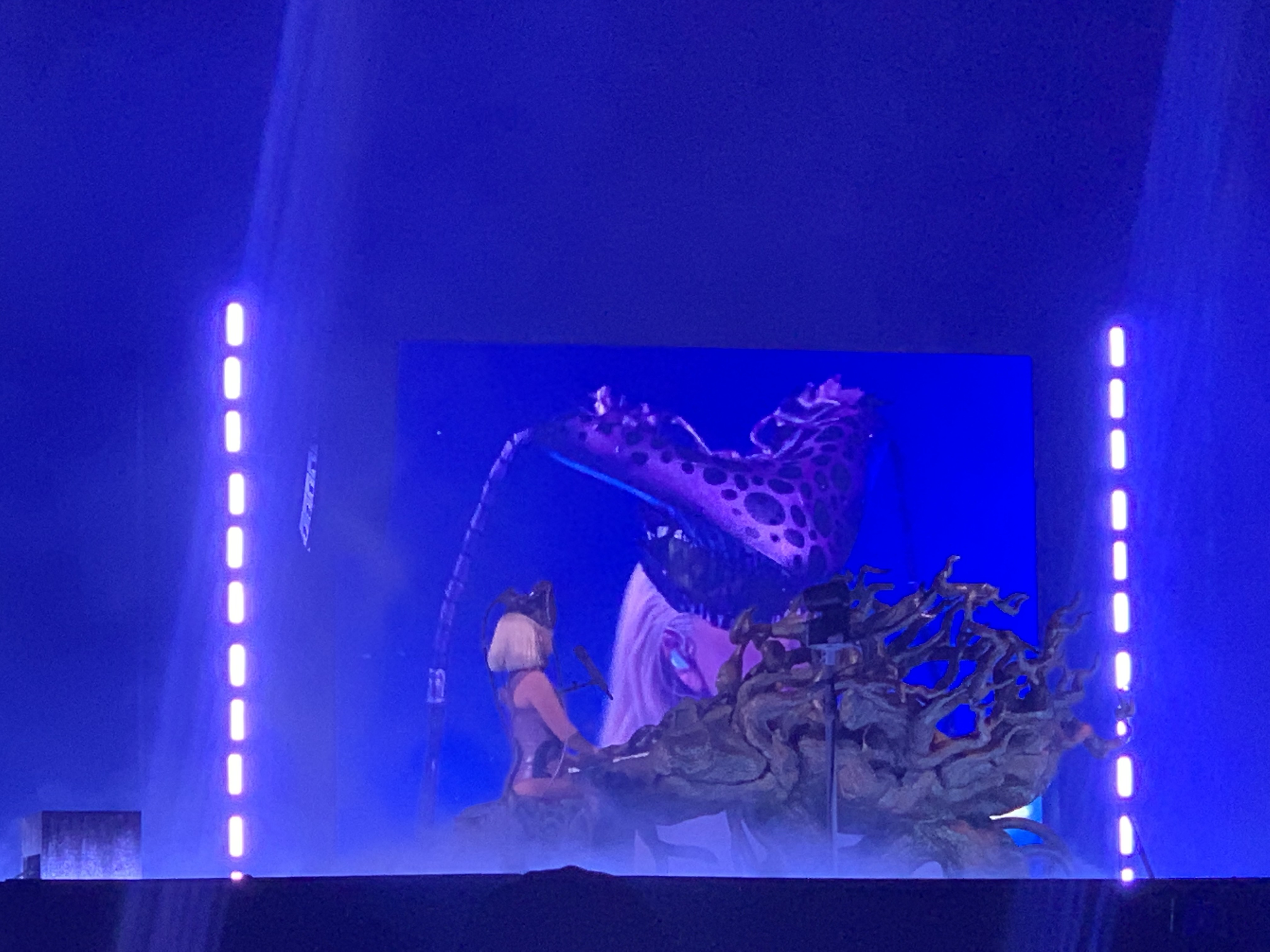
Lady Gaga śpiewająca „Shallow” podczas swojej trasy koncertowej w 2022 roku

Po raz pierwszy utwór został wykonany na żywo w czasie koncertu z serii Lady Gaga Enigma. Pierwszy telewizyjny występ odbył się podczas ceremonii wręczenia nagród Grammy. Następnie piosenka została wykonana podczas Oscarów w 2019 roku. Występ został uznany za najlepszy moment muzyczny ceremonii i zdobył Nagrodę Dorian w kategorii ,,Muzyczny telewizyjny występ roku". Tomasz Kot wskazał moment śpiewania piosenki jako ten, który zapadł mu najbardziej w pamięci z całej ceremonii. Utwór został zagrany podczas wiecu wyborczego organizowanego przez Joe Bidena oraz jest jedną z części setlisty na The Chromatica Ball. 25 października 2023 Lady Gaga zaśpiewała utwór wspólnie z zespołem U2, w trakcie koncertu w ramach rezydentury zespołu w Sphere. 

### Inne wykonania
Piosenka została wykonana przez wielu wokalistów na całym świecie m.in. przez: Kelly Clarkson, Lewisa Capaldi lub grupę Pentatonix. Piosenka została wykonana w duecie: Maryli Rodowicz i Dawida Kwiatkowskiego, Anny Deko i Grzegorza Hyży oraz Alicji Szemplińskiej i Piotra Cugowskiego. Na YouTube została opublikowana polska wersja piosenki w wykonaniu Małgorzaty Kozłowskiej i Kuby Jurzyka.

## Personel[59]
- Lady Gaga – autorka tekstów, producentka, wokal główny
- Bradley Cooper – główny wokal
- Mark Ronson – autor tekstów
- Anthony Rossomando – autor tekstów
- Andrew Wyatt – autor tekstów
- Benjamin Rice – producent, nagranie
- Bo Bodnar – asystent nagrań
- Alex Williams – asystent nagrań
- Tom Elmhirst – mieszanie
- Brandon Bost – inżynier mieszania
- Randy Merrill – mastering dźwięku
- Anthony Logerfo – perkusja
- Corey McCormick – bas
- Alberto Bof – instrumenty klawiszowe
- Lukas Nelson – gitara akustyczna
- Jesse Siebenberg – gitara stalowa na kolanach
- Eduardo „Tato” Melgar – perkusja

### Certyfikacje

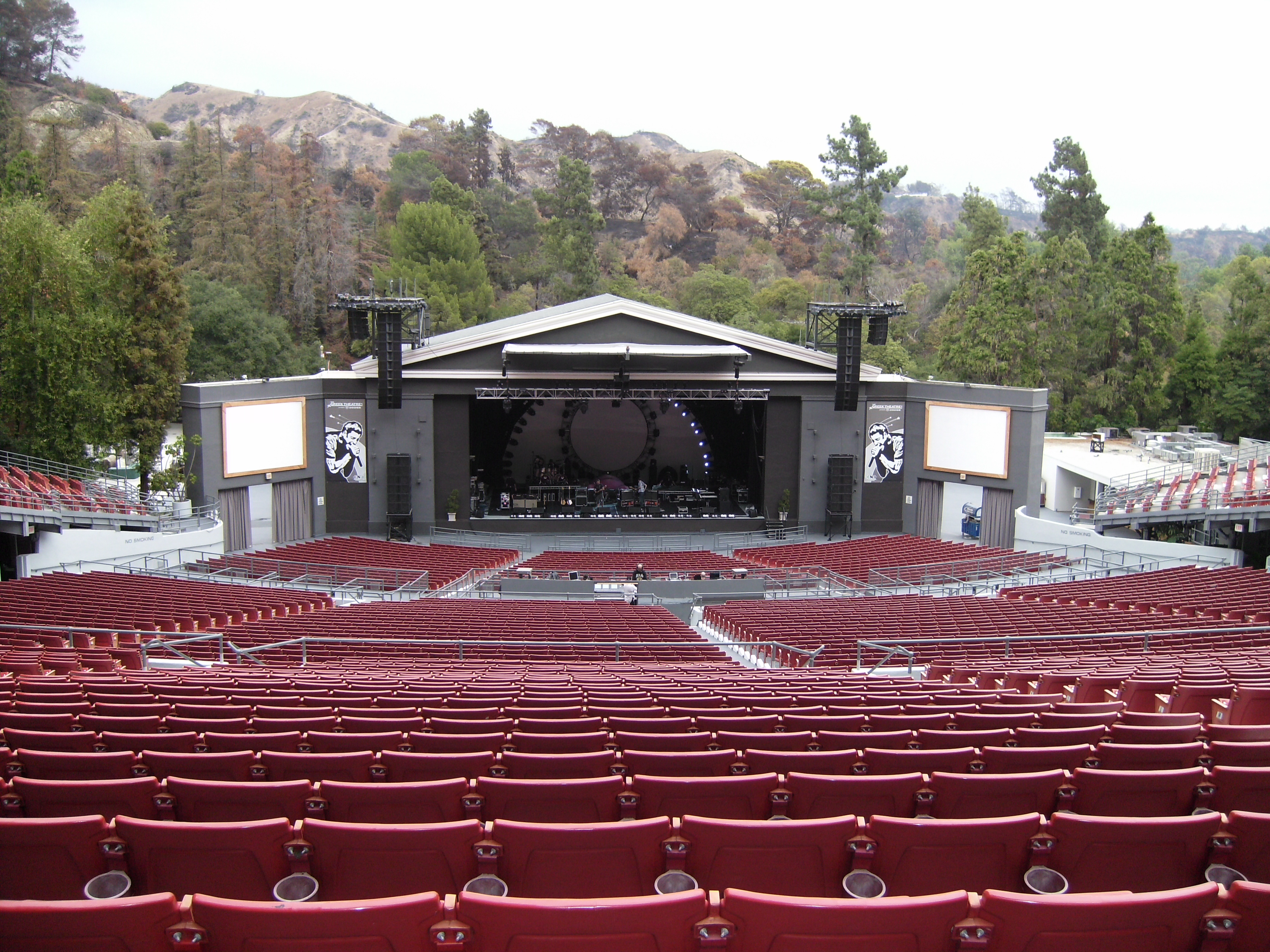
The Greek Theater w Los Angeles, miejsce nagrywania ujęć podczas wykonywania „Shallow”

## Track lista
Download digital
- „Shallow” – 3:37

US Promo CD
- „Shallow” (Radio edit) – 3:36

## Notowania i certyfikaty
| Lista przebojów (2018-19)              | Najwyższa pozycja |
| -------------------------------------- | ----------------- |
| Australia (Top 50 Singles)             | 1                 |
| Austria (Ö3 Austria Top 40)            | 1                 |
| Belgia (Ultratop 50 Singles, Flandria) | 8                 |
| Belgia (Ultratop 50 Singles, Walonia)  | 2                 |
| Chorwacja (HTR)                        | 1                 |
| Czechy (Singles Digitál Top 100)       | 1                 |
| Dania (Tracklisten)                    | 1                 |
| Estonia (IFPI)                         | 5                 |
| Francja (Top Singles & Titres)         | 3                 |
| Finlandia (Suomen virallinen lista)    | 9                 |
| Grecja (IFPI Greece)                   | 2                 |
| Hiszpania (PROMUSICAE)                 | 11                |
| Holandia (Single Top 100)              | 5                 |
| Irlandia (Singles Chart)               | 1                 |
| Islandia (Tonlist)                     | 1                 |
| Izrael (Media Forest)                  | 2                 |
| Japonia (Japan Hot 100)                | 29                |
| Kanada (Billboard Canadian Hot 100)    | 1                 |
| Korea Południowa (Gaon)                | 25                |
| Luksemburg (Billboard)                 | 1                 |
| Łotwa (Latvijas Radio)                 | 1                 |
| Niemcy (Media Control Charts)          | 4                 |
| Nowa Zelandia (Recorded Music NZ)      | 1                 |
| Norwegia (VG-lista)                    | 1                 |
| Polska (AirPlay – Top)                 | 27                |
| Portugalia (AFP)                       | 1                 |
| Słowacja (Singles Digitál Top 100)     | 1                 |
| Stany Zjednoczone (Hot 100)            | 1                 |
| Szkocja (Official Charts Company)      | 1                 |
| Szwajcaria (Singles Top 100)           | 1                 |
| Szwecja (Sverigetopplistan)            | 1                 |
| Węgry (Single (track) Top 40 lista)    | 1                 |
| Wielka Brytania (UK Singles Chart)     | 1                 |
| Włochy (FIMI)                          | 2                 |

| Kraj                     | Certyfikat          | Sprzedaż   |
| ------------------------ | ------------------- | ---------- |
| Australia (ARIA)         | 6x platynowa płyta  | 420 000+   |
| Austria (IFPI)           | platynowa płyta     | 30 000+    |
| Belgia (BEA)             | 2x platynowa płyta  | 80 000+    |
| Dania (IFPI Denmark)     | 2x platynowa płyta  | 180 000+   |
| Francja (SNEP)           | diamentowa płyta    | 333 000+   |
| Hiszpania (PROMUSICAE)   | 2x platynowa płyta  | 80 000+    |
| Kanada (Music Canada)    | 2x platynowa płyta  | 160 000+   |
| Niemcy (BVMI)            | platynowa płyta     | 400 000+   |
| Norwegia (IFPI Norway)   | 6x platynowa płyta  | 120 000+   |
| Nowa Zelandia (RMNZ)     | 3x platynowa płyta  | 90 000+    |
| Polska (ZPAV)            | 2x diamentowa płyta | 200 000+   |
| Portugalia (AFP)         | 3x platynowa płyta  | 30 000+    |
| Stany Zjednoczone (RIAA) | platynowa płyta     | 1 269 000+ |
| Wielka Brytania (BPI)    | 2x platynowa płyta  | 1 200 000+ |
| Włochy (FIMI)            | 3x platynowa płyta  | 150 000+   |